# Trombal
 Trombal  falu Horvátországban, Isztria megyében. Közigazgatásilag Vižinadához tartozik.

## Fekvése
Az Isztria középnyugati részén, Pazintól 21 km-re északnyugatra, községközpontjától 3 km-re északkeletre fekszik.

## Története
1890-ben 66, 1910-ben 80 lakosa volt. Az első világháború után a rapallói szerződés értelmében Isztria az Olasz Királysághoz került. A második világháború után Jugoszlávia része lett. A település Jugoszlávia felbomlása után 1991-ben a független Horvátország része lett. 2011-ben a falunak nem volt állandó lakosa.

## Lakosság
| Lakosság változása | Lakosság változása | Lakosság változása | Lakosság változása | Lakosság változása | Lakosság változása | Lakosság változása | Lakosság változása | Lakosság változása | Lakosság változása | Lakosság változása | Lakosság változása | Lakosság változása | Lakosság változása | Lakosság változása | Lakosság változása |
| ------------------ | ------------------ | ------------------ | ------------------ | ------------------ | ------------------ | ------------------ | ------------------ | ------------------ | ------------------ | ------------------ | ------------------ | ------------------ | ------------------ | ------------------ | ------------------ |
| 1857               | 1869               | 1880               | 1890               | 1900               | 1910               | 1921               | 1931               | 1948               | 1953               | 1961               | 1971               | 1981               | 1991               | 2001               | 2011               |
| 0                  | 0                  | 0                  | 66                 | 76                 | 80                 | 0                  | 0                  | 76                 | 10                 | 12                 | 0                  | 0                  | 0                  | 0                  | 0                  |